# Odo Russell
Odo William Leopold Russell, 1.º Barão Ampthill GCB GCMG PC (Florença, 20 de fevereiro de 1829 — Potsdam, 25 de agosto de 1884), conhecido por Lorde Odo Russell entre 1872 e 1881, foi um diplomata e embaixador britânico e o primeiro embaixador britânico no Império Alemão. Nasceu em Florença em 1829 na família Russell, uma das mais influentes whig/liberais famílias aristocráticas inglesas. Seu pai foi o major-general Lorde George William Russell, segundo filho do 6.º Duque de Bedford e sua mãe foi Elizabeth Anne, Lady William Russell, sobrinha do Marquês de Hastings, que foi Governador-geral da Índia durante o final da luta contra os maratas. Seu tio foi o primeiro Conde Russell, por duas vezes Primeiro-ministro.

## Juventude
Sua educação, assim como a de seus dois irmãos, Francis, que se tornou, posteriormente, 9.º Duque de Bedford, e Arthur, que ocupou  por uma geração uma cadeira na Câmara dos Comuns como deputado por Tavistock, foi realizada totalmente em sua casa, sob a direção geral de sua mãe.

## Carreira diplomática

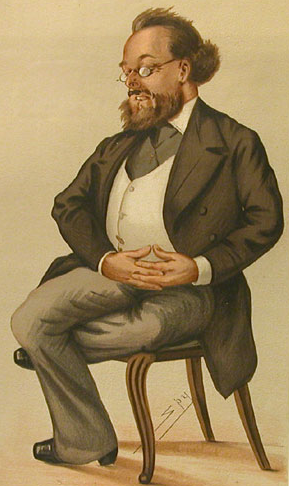
Lorde Ampthill, por Leslie Ward, 1877.

Em março de 1849, Odo foi nomeado pelo Lorde Malmesbury, adido militar em Viena. De 1850 a 1852 foi temporariamente empregado nas relações exteriores, por ocasião de sua passagem por Paris. Permaneceu lá, porém, apenas dois meses, e transferido para Viena. Em 1853 se tornou adido em Paris, e em agosto de 1854 foi transferido para Constantinopla, sob a direção de Lorde Stratford de Redcliffe. Cuidou da embaixada durante as duas visitas de seu chefe à Crimeia em 1855, mas deixou o Oriente para trabalhar sob a direção do Lorde Napier em Washington em 1857. No ano seguinte se tornou secretário de legação em Florença, mas foi destacado daquele lugar para residir em Roma, onde permaneceu por doze anos, até agosto de 1870. Durante todo esse período foi o real, embora não oficial representante da Inglaterra no Vaticano, e seu tato consumado permitiu-lhe fazer de tudo, e mais do que tudo, que um homem comum poderia ter feito naquela posição de poder.
O sucesso pessoal de Russell com Otto von Bismarck levou à sua nomeação como embaixador em Berlim, em outubro de 1871. Sempre prudente, discreta, e justa, a sua direção da embaixada foi um claro contraste com a de seu predecessor, o Lorde Augustus Loftus, 'tola ... pomposa e inclinada a arrogância “(Derby, diário, 10 de novembro de 1884, Stanley MSS, Lpool RO ). Russell admirava a nova Alemanha e gostava dos alemães: durante os seus treze anos, em Berlin, nunca perdeu a confiança de Bismarck. Assim como ele compreendia o seu chefe em Constantinopla, Stratford de Redcliffe, e nunca se abalou com seus acessos suspeitos de fúria, conseguiu também uma compreensão solidária de Bismarck. Resistiu às fúrias do Chanceler de Ferro sobre conspirações reais ou imaginárias, dissipou suas piores suspeitas em relação à política britânica, e penetrou até o âmago dos motivos e estratégias bismarckianas. Russell tinha a confiança da princesa Frederick e dos Hohenzollerns, mas a sua cordialidade com os inimigos de Bismarck nunca foi maculada pela suspeita de intriga. Nem foi a objetividade de seus despachos comprometida por sua crença particular de que a Kulturkampf deveria fracassar, ou por sua aversão à perseguição de Bismarck ao catolicismo romano. Desde o início, reconheceu as aspirações coloniais da Alemanha, embora sua apreciação desta situação complexa fosse imperfeita. Em 1879 foi o responsável pela novidade de anexar um especialista comercial ao pessoal da embaixada em Berlim.
Ampthill morreu de peritonite em 25 de agosto de 1884, em sua casa de verão, em Potsdam, e foi enterrado em 3 de setembro na cripta funerária dos Bedford em Chenies, Buckinghamshire. Bismarck considerava-o insubstituível.

## Família
Em 5 de maio de 1868, Russell casou com Lady Emily Villiers (filha de George Villiers, 4.º Conde de Clarendon) e tiveram seis filhos:
- Arthur Oliver Villiers Russell, mais tarde 2.º Barão Ampthill (1869-1935)
- Odo William Theopilus Villiers Russell (1870-1951)
- Constance Evelyn Villiers Russell (1872-1942)
- Victor Alexander Frederick Villiers Russell (1874-1965)
- Alexander Victor Frederick Villiers Russell (1874-1965)
- Augusta Louise Margaret Romola Villiers Russell (1879-1966)